# Andrej Trobentar
Andrej Trobentar (1951. november 22. –) szlovén festő, költő, pedagógus és zenész.

## Élete
Trobentar a közép-szlovéniai Grosuplje melletti Šent Jurijban született 1951-ben. A ljubljanai Képzőművészeti Akadémián szerzett diplomát 1976-ban Jože Ciuha tanítványaként festészetből diplomázott. Festőként, rajztanárként és illusztrátorként dolgozott. Az 1994–1995-ös tanévben Prágában tanult. Művésztanárként dolgozott Kočevjében, ahol 1985-ben elkészítette monumentális falfestményt. 2004 óta dolgozik Posočjében. Kivételes művészetelméleti műveltség jellemzi, melyet pedagógiai munkásságával a fiatalabb generációknak is átad.
Műveivel 30 egyéni és csoportos kiállításon vett részt, könyvek illusztrációi és grafikai tervezések fűződnek a nevéhez.

### Zenészként
Az 1970-es évek végétől (megszakításokkal) a Na Lepem Prijazni (NLP) rock/funk együttes énekese is volt. Ő az együttes dalainak szövegírója.

## Fordítás
- Ez a szócikk részben vagy egészben  az   Andrej Trobentar című angol Wikipédia-szócikk ezen változatának fordításán alapul.  Az eredeti cikk szerkesztőit annak laptörténete sorolja fel. Ez a jelzés csupán a megfogalmazás eredetét és a szerzői jogokat jelzi, nem szolgál a cikkben szereplő információk forrásmegjelöléseként.